# René de Canaber
René de Canaber, né vers 1645, est un noble Breton, chevalier, seigneur de Kerlouet et Gouverneur de Carhais. 

## Biographie
René Canaber d'une famille distinguée de la Bretagne, il descendait d'Yvon Le Canaber et Constance de Kerlouët. René Canaber il était marié à Marguerite Borgne, fille Jean le Borgne, Seigneur de Lesquiffiou.